# Сестринський комплекс
Сестринський комплекс (яп .シスターコンプレックス) — стан сильної прихильності та одержимості сестрами. Його зазвичай скорочують як «сіскон» (яп .シスコン), і в цьому випадку воно також використовується для братів і сестер, які мають сильну прихильність і одержимість своїми сестрами.

## Історія

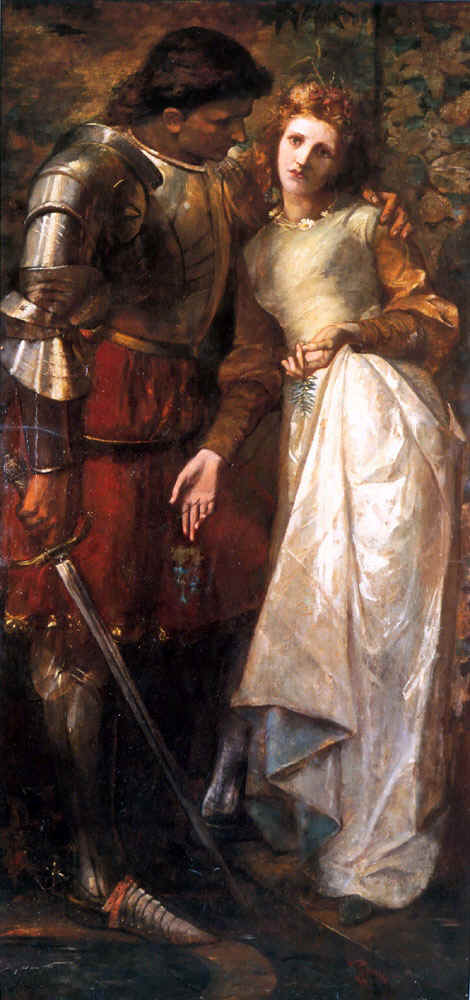
Лаерт і його сестра Офелія

У 1917 році у своїй праці «Психоаналіз» Йошіхіде Кубо заявив, що Офелія та Лаерт мали стосунки «комплексу брат-сестра». У своїй праці «Психологічний аналіз» 1932 року Кубо назвав стосунки між батьком і дочкою через статевий інстинкт «комплексом батька-доньки», а відносини між матір'ю і сином — «комплексом мати-син». Він стверджує, що «комплекс брат-сестра» є перенесенням «комплексу батька-дочки» і «комплексу матері-сина».
Слово «сестринський комплекс» використовується в романі Хіроюкі Іцукі «Коіута», який виходив у серіалі з 12 жовтня 1967 року по 11 травня 1968 року.

## Огляд
Це васей-ейґо і спочатку був сленговим терміном для фетишизму, але в аналітичній психології поняття фетишизму та комплексу пов'язані, тому його було узагальнено терміном комплекс. Якщо інша сторона є братом, це називається «братським комплексом».
Сестринський комплекс описується так: брат має «любовні почуття до сестер» і «виключне бажання володіти ними». Для чоловіків у сестринському комплексі старші сестри та молодші сестри можуть стати ідеалізованими образами, поєднаними з сексуальними прагненнями, і можуть мати більше впливу на їх життя, ніж їхні батьки. Наприклад, вибрати кохану або дружину, яка має щось спільне або схоже з його сестрою. З іншого боку, його також можна використовувати для однієї статі (жінок, які одержимі сестрами). У цьому випадку її часто сприймають відносно позитивно як «жінку, яка сумує за своєю старшою сестрою» та «жінку, яка любить свою молодшу сестру».
Нобухіко Обаяші описав Тедзуку як автора комплексного типу сестри, посилаючись на епізод, у якому Осаму Тезука сказав: «Ніхто не був таким еротичним, як моя сестра, яка сиділа поруч зі мною і малювала мангу». За словами Обаяші, автори сестринського комплексного типу характеризуються тим, що вони не ростуть корінням у землі, а продовжують шукати свою втрачену «сестру», вистрибуючи з-під землі та відправляючись у космос чи майбутнє. Крім того, вони мають властивість відмовлятися від сексу і усвідомлювати, що вони можуть любити лише свою сестру. Обаяші включає в себе сестринських авторів комплексного типу Акіру Куросаву, Говарда Хоукса та самого Обаяші. Йосіхіро Йонезава називає сестринський комплекс однією з характеристик Осаму Тедзуки. Шотаро Ішіноморі заявляє, що він є сестринським комплексом. Наохіро Фумото процитував вірші Оно но Такамури та Арівари но Наріхіри, яких, здавалося, приваблювала його сестра, і зазначив, що вони були сестринськими комплексами. Фумото також згадав, що Юкіо Місіма зізнався, що любить свою сестру Міцуко Хіраока, і написав твори, які включали інцест, наприклад «Тропічне дерево», описав Місіму як сестринський комплекс.